# Moja super eksdziewczyna
Moja super eksdziewczyna (ang. My Super Ex-Girlfriend) – amerykański film komediowy z 2006 roku.

## Treść
Matt Saunders, skromny mężczyzna przed trzydziestką odkrywa, że jego dziewczyna, Jenny Johnson, jest w rzeczywistości superbohaterką G-Girl obdarzoną nadludzką mocą. Postanawia zerwać tę znajomość, przerażony neurotycznymi zachowaniami Jenny. Po rozstaniu Matt i jego koleżanka z pracy, zakochana w nim piękna Hannah Lewis zaczynają się spotykać. Jednak ona nie pozwala mu łatwo odejść.

## Obsada
- Uma Thurman - Jenny Johnson / G-Girl
- Luke Wilson - Matt Saunders
- Anna Faris - Hannah Lewis
- Rainn Wilson - Vaughn Haige
- Eddie Izzard - Profesor Bedlam / Barry
- Stelio Savante - Leo
- Mark Consuelos - Steve
- Mike Iorio - Lenny
- Wanda Sykes - Carla Dunkirk
- Margaret Anne Florence - Barman
- Tara Thompson - Młoda Jenny
- Marcus Collins - Step Class Jock
- Jaclynn Tiffany Brown - Snobka z Soho
- Olja Hrustic - Turysta
- Andrew Ginsburg - Podnośnik wagi